# Grzegorz Pisalski
Grzegorz Ottokar Pisalski (ur. 10 marca 1970 w Chojnicach) – polski polityk, policjant, przedsiębiorca, poseł na Sejm VI kadencji.

## Życiorys
Ukończył Niepubliczne Policealne Studium Ochrony Środowiska oraz studia w Wyższej Szkole Handlu i Finansów Międzynarodowych w Warszawie. W latach 1991–1997 pracował jako funkcjonariusz Komendy Rejonowej Policji w Mysłowicach. Od 1997 był właścicielem prywatnego przedsiębiorstwa.
Od 2002 zasiadał w radzie miasta Sosnowiec, od 2006 jako wiceprzewodniczący. Należał do Sojuszu Lewicy Demokratycznej, następnie przystąpił do Socjaldemokracji Polskiej (był członkiem Zarządu Krajowego).
W wyborach parlamentarnych w 2007 został wybrany na posła, kandydując z listy koalicji Lewica i Demokraci w okręgu sosnowieckim i otrzymując 7342 głosy.
W kwietniu 2008 wstąpił do Koła Poselskiego SDPL-Nowa Lewica. W grudniu tego samego roku odszedł z partii i z koła wraz z dwoma innymi posłami, motywując to polityką SDPL ukierunkowaną, ich zdaniem, przeciwko SLD. W marcu 2009 został członkiem klubu poselskiego Lewica (przemianowanego we wrześniu 2010 w KP SLD). W 2009 przystąpił do Unii Pracy, we wrześniu tego samego roku objął funkcję sekretarza generalnego tej partii. 25 maja 2011 przeszedł z klubu SLD do klubu parlamentarnego Platformy Obywatelskiej. Przed końcem kadencji opuścił UP. W wyborach parlamentarnych w tym samym roku nie uzyskał reelekcji.
W 2014 powrócił do rady miejskiej w Sosnowcu z ramienia lokalnego komitetu.